# Космос-1686
Космос-1686 је један од преко 2400 совјетских вјештачких сателита лансираних у оквиру програма Космос.
Космос-1686 је лансиран са космодрома Тјуратам, Бајконур, СССР, 27. септембра 1985. Ракета-носач Протон је поставила сателит у орбиту око планете Земље. 